# فرزند کمتر، زندگی بهتر
فرزند کمتر، زندگی بهتر یک شعار و نیز برنامه مرتبط با تنظیم خانواده است که طی چند دهه گذشته در ایران مورد توجه بوده است. این شعار ابتدا در دهه ۱۳۷۰ به عنوان نخستین برنامه کنترل جمعیت در ایران در رسانه‌ها تبلیغ شد. به دلیل ناپایداری‌های پس از انقلاب اسلامی و به ویژه طولانی شدن جنگ ایران و عراق و نیاز به نیروی جوان و کارآمد، برنامه‌های تنظیم خانواده کنار گذاشته شد و در مواردی تشویق به ازدیاد جمعیت نیز صورت گرفت. در این دوره با نگاهی منفی به برنامه‌های کنترل جمعیت، سیاست‌های تشویقی و تبلیغاتی مختلفی از جمله اعطای وام و زمین مورد توجه قرار گرفت تا از کنترل جمعیت جلوگیری شود. در نتیجه در یک دوره نسبتاً کوتاه، رشد جمعیت کشور به حدود چهار درصد رسید. این رشد سریع و جوان شدن جمعیت، هشدارهای کارشناسان را در خصوص معضلات اقتصادی و اجتماعی در آینده به دنبال داشت. به همین دلیل، با چرخش‌هایی که در سیاست‌های دولت ایجاد شد، برنامه‌های کنترل جمعیت با محوریت شعار «فرزند کمتر، زندگی بهتر» مجدداً احیا شد. نهایتا در اوایل دهه ۹۰ با نظر محمود احمدی‌نژاد این شعار به کنار گذاشته شد و با موضع‌گیری‌های صریح سید علی خامنه‌ای رهبر ایران، به طور کلی از سیاست‌های نظام کنار گذاشته شد.

## طرح تنظیم خانواده
با پایان گرفتن جنگ ایران و عراق و نیز انجام سرشماری سرشماری در نیمه دهه شصت، مشخص شد که روند افزایش جمعیت کشور در کوتاه مدت، به انفجار جمعیت خواهد انجامید. به دنبال هشدار کارشناسان، سیاست کنترل موالید بازهم مورد توجه قرار گرفت و دولت وقت در سال ۱۳۶۸، برنامه‌ای را با عنوان  «تنظیم خانواده» ابلاغ نمود که بر اساس آن وزارتخانه‌های بهداشت، فرهنگ و آموزش عالی، آموزش و پرورش و نیز صدا و سیما مسئولیت اجرای برنامه‌های آموزشی و تبلیغاتی مختلفی را به منظور فرهنگ سازی برای کنترل جمعیت بر عهده گرفتند.
در سال ۱۳۶۹ با تصویب دولت وقت، شورایی به عنوان «شورای تحدید موالید»  به ریاست وزیر بهداشت، درمان و آموزش پزشکی ایجاد شد  و تشکیل شد و یک سال بعد، در سال ۱۳۷۰  «اداره کل جمعیت و تنظیم خانواده» در این وزارت خانه تشکیل شد.
در سال ۱۳۷۲، «قانون تنظیم خانواده» به تصویب مجلس شورای اسلامی رسید. در قانون تنظیم خانواده  سیاست‌های تشویقی و تنبیهی برای کنترل جمعیت پیش بینی شد، از جمله عدم پرداخت حق عائله‌مندی به فرزندان چهارم به بعد هر خانواده.

## اقدامات عملی
برنامه‌های گسترده‌ای طی حدود دو دهه برای ترویج کنترل جمعیت در ایران با محوریت شعار «فرزند کمتر، زندگی بهتر صورت گرفت. برخی برنامه‌های اجرایی وزرات بهداشت در این خصوص، راه اندازی خانه‌های سلامت و بهداشت، آموزش‌های کنترل بارداری در زنان و حتی مردان بود که وازکتومی رایگان یکی از این اقدامات بود. علاوه بر فراهم سازی این تسهیلات در شهرها، وزارت بهداشت در سطح روستاها نیز برنامه‌های متنوعی را برای کنترل جمعیت شروع کرد که از جمله ترویج انواع روش‌های پیشگیری از بارداری از جمله کاندوم، آی یو دی و حتی وازکتومی قابل ذکر است. به رغم پائین بودن امکانات اولیه رفاهی و بهداشتی مانند آب بهداشتی و حمام عمومی، قرص‌های ضد بارداری به رایگان در اختیار روستائیان قرار داشت.
به منظور کنترل موالید در خانواده‌های کم بضاعت، کمیته امداد امام خمینی مجموعه‌ای از برنامه‌های تشویقی را برای خانواده‌های تحت پوشش خود که سیاست تنظیم خانواده را پیاده می‌کردند در نظر گرفت. برای نمونه، مبلغ پنجاه هزار ریال به عنوان پاداش به افراد تحت پوششی که وازکتومی یا توبکتومی می‌کردند پرداخت می‌کرد و اولویت‌هایی برای دریافت تسهیلات مسکن، درمان و وام برای آنها در نظر می‌گرفت. این کمیته حتی از این نیز فراتر رفت و بعدها، یکی از شرط‌های اساسی تکفل خانواده‌ها و دریافت مساعدت کمیته‌های امداد را ارائه برگ تنظیم خانواده ذکر کرد.  این کمیته در سوم بهمن ۱۳۷۲ تصریح کرد:
کلیه خانواده‌های کم بضاعت دارای سه فرزند که قدرت باروری دارند، تنها پس از وازکتومی یا توبکتومی و ارائه مدرک از سوی مراکز بهداشت می‌توانند زیر پوشش کمیته‌های امداد در می‌آیند. 

## آموزش، فرهنگ سازی و ترویج شعار
رسانه‌های عمومی ایران نقش مهمی در ترویج شعار «فرزند کمتر، زندگی بهتر» ایفا کردند و به ویژه صدا و سیما با ارائه برنامه‌های آموزشی و تولید و پخش تیزر و فیلم، نقش برجسته‌ای را در عمومیت بخشیدن به این شعار و تعمیم فرزند تک فرزندی در خانواده‌ها ایفا کرد. همچنین، واحد «تنظیم خانواده» در سرفصل تمام رشته‌های کارشناسی دانشگاه‌ها گنجانده شد تا به این وسیله شیوه‌های کنترل و پیشگیری از بارداری به جوانان دانشجو آموزش داده شود. آموزش و پرورش نیز از راه آموزش به دانش آموزان و والدین، شعار مذکور را در خانواده‌های ایرانی نفوذ داد.

## تاثیرات شعار
با اجرای اجرای سیاست تنظیم خانواده و ترویج شعار «فرزند کمتر زندگی بهتر»، نرخ رشد انفجارآمیز جمعیت ایران به طور قابل ملاحظه‌ای کاهش یافت. و این روند در سرشماری ۱۳۷۵ کاملاً آشکار شد. همچنین در آغاز دهه ۱۳۹۰ و با مشخص شدن نتایج عمومی سرشماری ۱۳۹۰، مشخص شد که روند کاهش جمعیت حتی از پیش بینی‌ها هم بیشتر بود به گونه‌ای که رشد جمعیت ایران طی یک دوره پنج ساله به ۱٫۳ درصد کاهش یافت.
هرچند در ابتدا، هدف از طرح شعار «فرزند کمتر، زندگی بهتر» ایجاد یک سیاست برای کنترل جمعیت بیان شد اما در سال‌های بعد، این شعار در خانواده‌های ایرانی نهادینه شد و تک فرزندی محبوبیت یافت. در حالی که بُعد خانوار (تعداد نفرات یک خانواده) در سالهای ۱۳۷۵ و ۱۳۸۵ به ترتیب  ۴٫۴ و  ۴ نفر محاسبه شده بود، این عدد در سال ۱۳۹۰  به ۳٫۶ نفر کاهش یافت.

## مخالفت و مقابله با شعار
کنترل جمعیت و به دنبال آن «فرزند کمتر، زندگی بهتر» مخالفانی داشته‌است که از جنبه‌های مختلف از جمله مذهب، سیاست و اقتصاد به این قضیه نگریسته‌اند. روایت‌های مذهبی مختلفی هم در خصوص ازدیاد فرزندان و هم کنترل و کم بودن زن و فرزند وجود دارد هرچند گویا ازدیاد فرزندان و وسعت خانواده بیشتر مورد تاکید قرار گرفته است.
محمدحسین حسینی طهرانی از روحانیون معاصر در کتابی با عنوان «کاهش جمعیت؛ ضربه‌ای سهمگین بر پیکره مسلمین»، شعار کاهش جمعیت را شعاری استعماری به ویژه از سوی دولت انگلیس دانسته‌است و به مخالفت با آن پرداخته‌است. وی با اشاره به آسیب‌های اجتماعی و فردی کنترل بارداری، شعار «فرزند کمتر، زندگی بهتر» را از نظر اسلام باطل دانسته است.
سید علی خامنه‌ای رهبر ایران، از اوایل دهه نود، به انتقاد از ادامه این رویه پرداخت و آن را اشتباه خواند.
محمود احمدی‌نژاد رئیس جمهور ایران، از نخستین سالهای ریاست خود، به انتقاد از سیاست‌های کنترل جمعیت پرداخت. وی در پاییز ۱۳۸۵ در جلسه مشترک هیات دولت و مجلس شورای اسلامی، مخالفت خود را با شعار «فرزند کمتر» اعلام کرد و بیان داشت که ایران ظرفیت یکصد و بیست میلیون نفر جمعیت را دارد. وی در این جلسه اظهار داشت:
این که می‌گویند دو بچه کافی است، من با این امر مخالف هستم. کشور ما دارای ظرفیت‌های فراوانی است. ظرفیت دارد که فرزندان زیادی در آن رشد پیدا کنند، حتی ظرفیت حضور ۱۲۰ میلیون نفر را نیز داراست. 
همچنین در فروردین ۱۳۸۹ مجدداً مخالفت خود را با شعار «دو بچه کافی است» بیان داشت و گفت:
این مسئله سیاست غلطی بود که غربی‌ها انتخاب کرده و امروز پشیمان هستند و سرمایه سنگینی برای حفظ هویت و فرهنگ خود می‌پردازند، چرا باید در مسیری قرار بگیریم که نتیجه آن مشخص است.  
وی در این مصاحبه با مقایسه امکانات کنونی ایران در مقایسه با دهه‌های قبل، وضعیت فعلی را نشانه آمادگی کشور برای افزایش جمعیت دانست و از سکوت علما در این خصوص انتقاد کرد.
سید محمد حسینی وزیر سابق فرهنگ و ارشاد اسلامی نیز از مخالفان شعار «فرزند کمتر، زندگی بهتر» بوده است.